# Slijkzegge
De slijkzegge (Carex limosa) is een overblijvend kruid dat behoort tot de cypergrassenfamilie (Cyperaceae). De slijkzegge staat op de Nederlandse Rode Lijst van planten als niet meer aanwezig. De slijkzegge is voor het laatst in 1993 in Nederland waargenomen. Op de Vlaamse Rode lijst van planten staat hij als "met uitsterven bedreigd", met nog vindplaatsen in het natuurgebied Mechelse Heide. De plant komt van nature voor op het noordelijk halfrond. Het aantal chromosomen 2n = 56, 62 of 64.
De plant wordt 20-50 cm hoog en vormt zowel uitlopers als kruipende wortelstokken, die aan de top omhoog gaan. De minder dan 1 mm dikke stengels zijn scherp driekantig en dragen alleen bij de grond bladeren.
De 1-1,5 mm brede, borstelachtige bladeren zijn gootvormig tot samengevouwen. De onderste scheden van de bladeren zijn roodbruin. Aan de voet van de aar zit een cladoprofyllum.
De slijkzegge bloeit in mei en juni. De bloeiwijze bestaat uit aren. De bovenste aar is mannelijk en daaronder zitten één of twee, eivormige, vrouwelijke aren, die 1-1,5 cm lang en 0,5 cm breed zijn. De stelen van de vrouwelijke aren zijn dun en vaak gekronkeld. Het schutblad van de onderste aar heeft geen of een 1-2 mm lange schede. De onderste aar hangt tijdens de bloei. De langwerpige, afgeplatte, 4 mm lange urntjes hebben aan weerszijden vier of vijf nerven. De vrucht is een grijsgroen nootje met een korte snavel.
De plant komt voor op hoogveen.

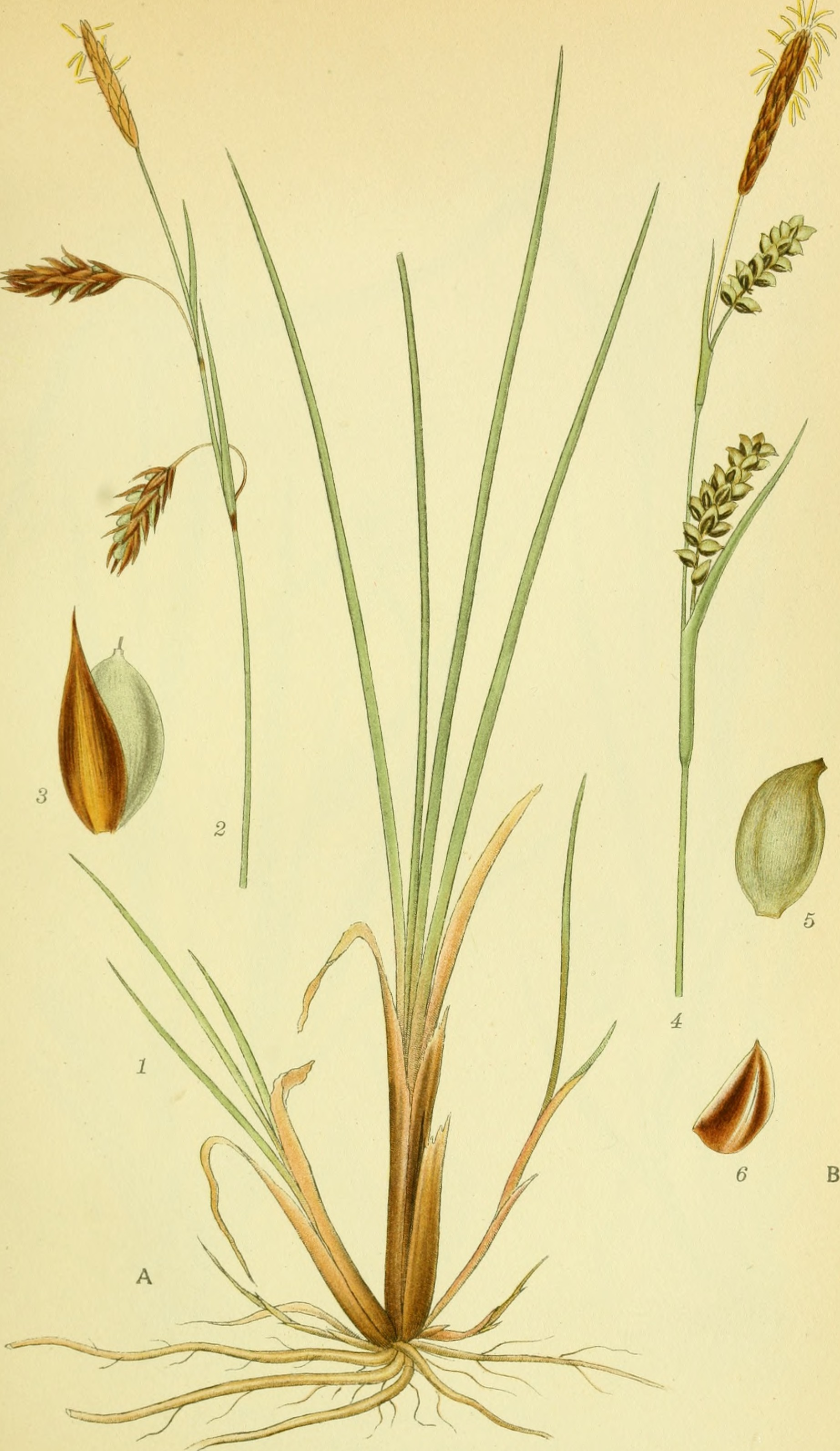
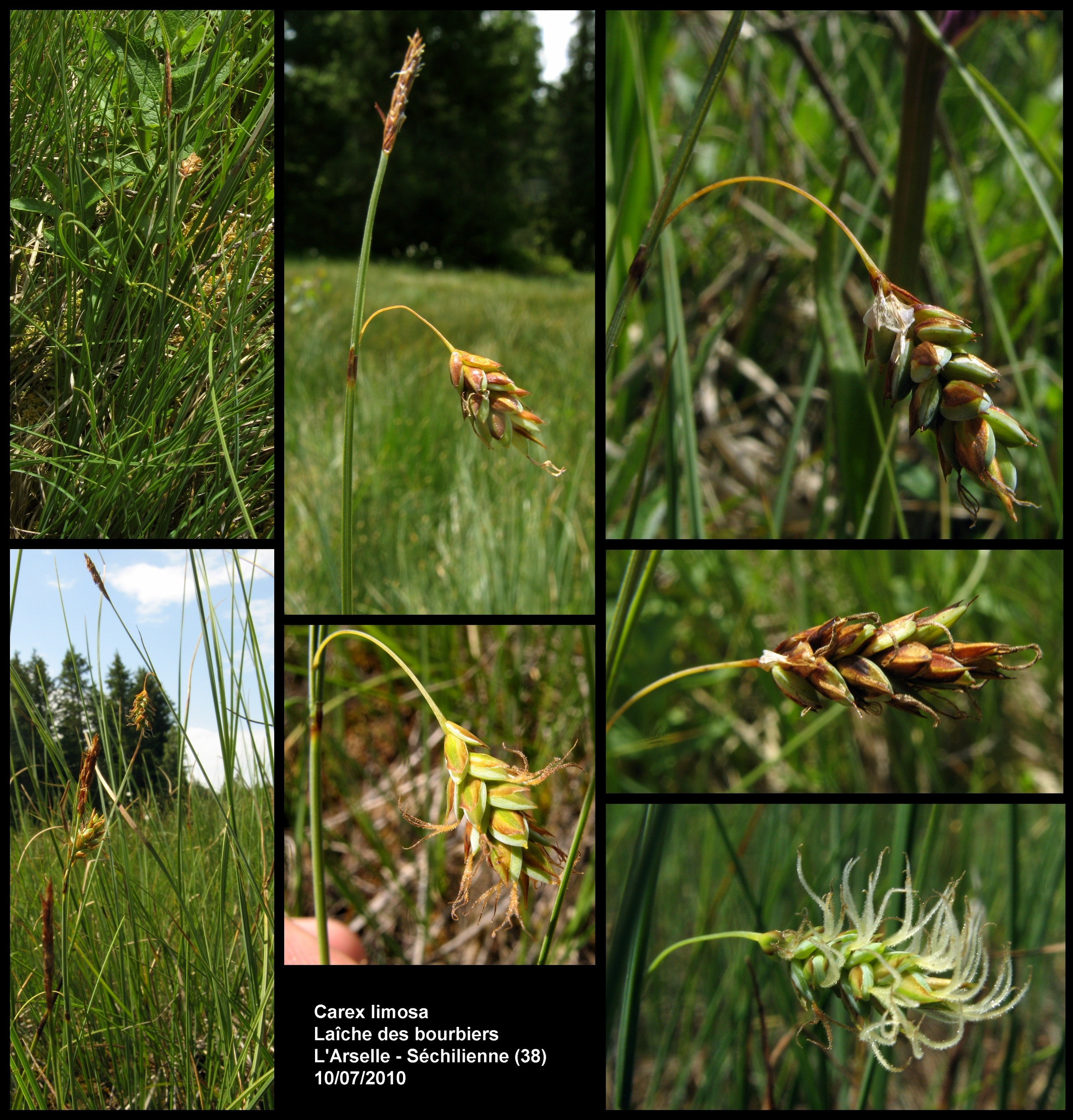
Overzicht
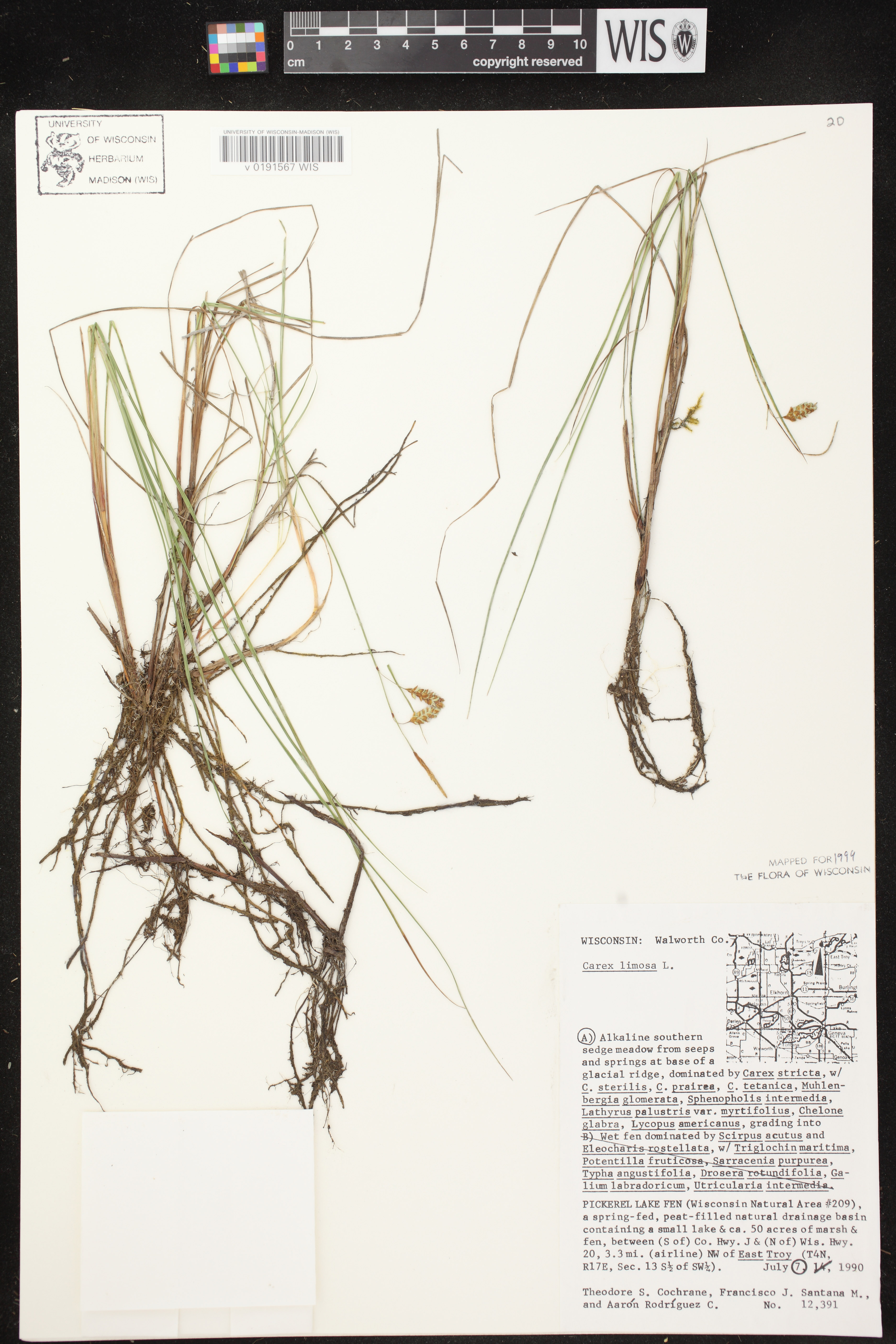
Plant
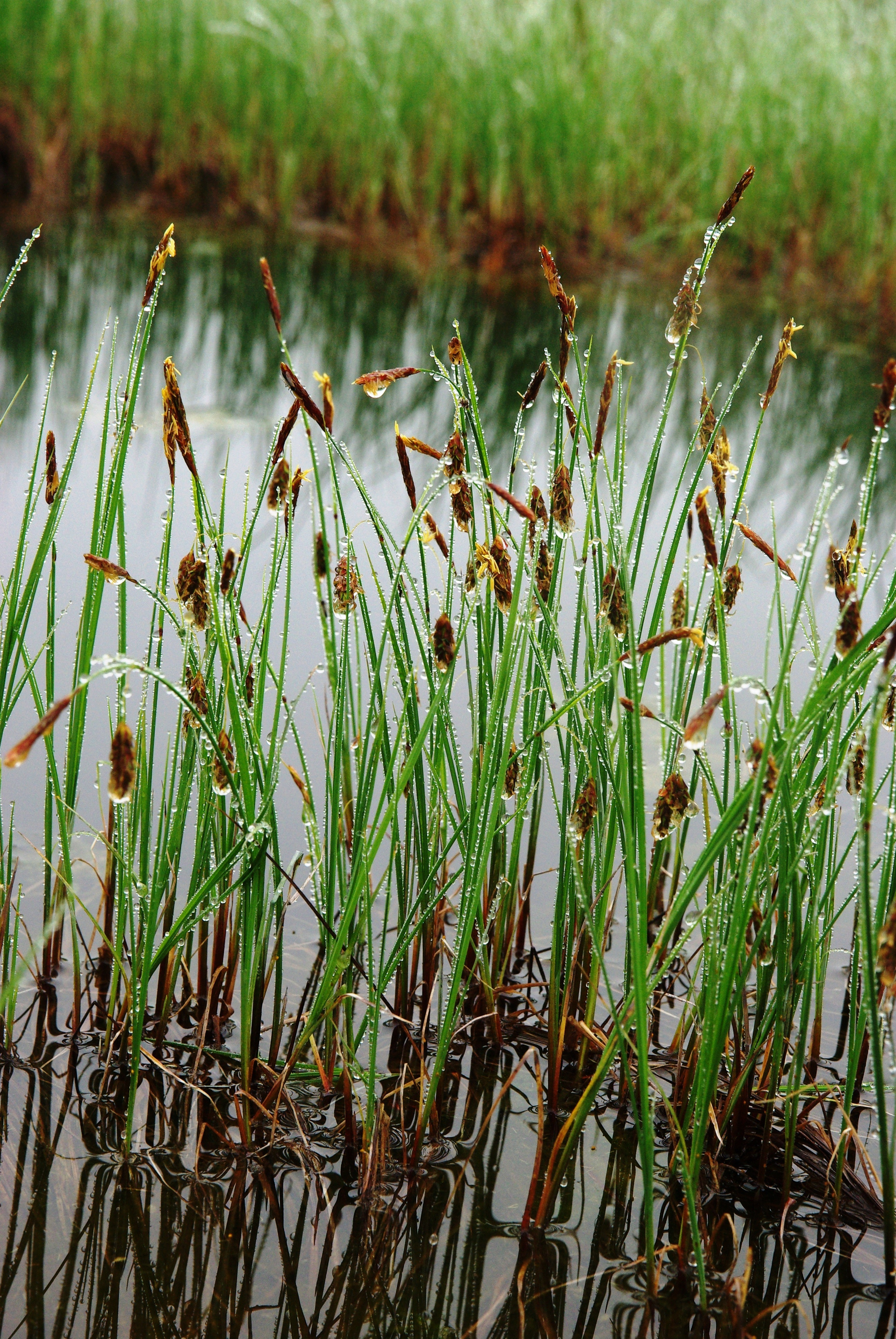
Planten
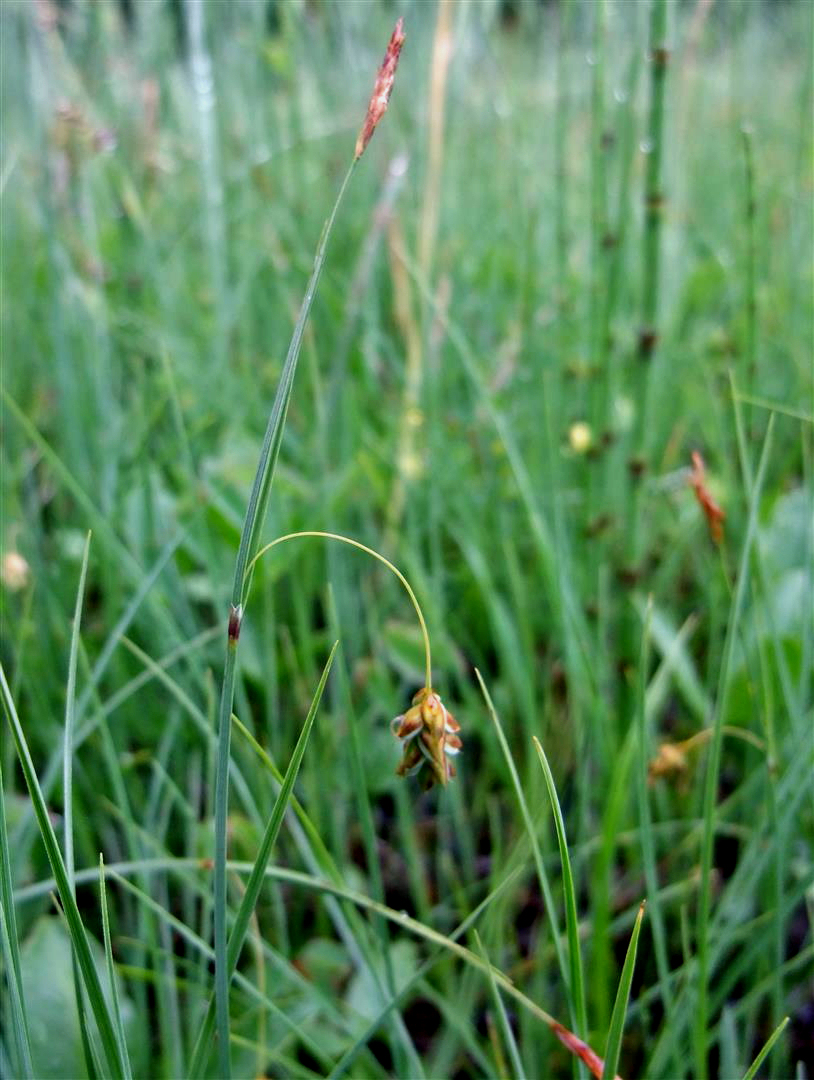
Cladoprofyllum aan de voet van de aar
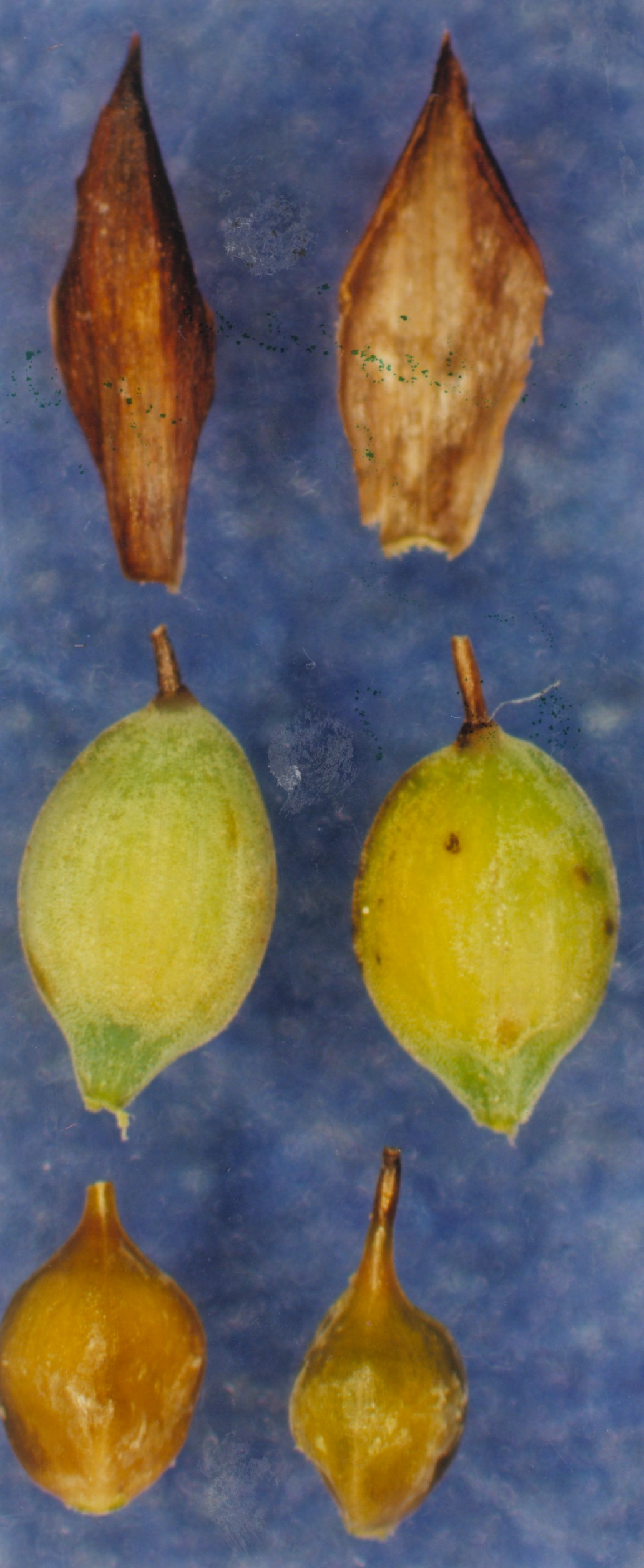
boven: kafjes; midden: urntjes; onder: nootjes

## Namen in andere talen
- Duits: Schlamm-Segge
- Engels: Bog-sedge
- Frans: Laîche des bourbiers